# Sparepenge
Sparepenge var navnet på forskellige lysthuse, som Frederik 2. lod opføre rundt omkring i Danmark, f.eks. ved Haderslevhus, Antvorskov og Frederiksborg Slot.

## Sparepenge i Frederiksborg
Det sidste er blevet mest kendt. Det blev nedrevet i slutningen af det 16. århundrede, og 1599 påbegyndte Christian 4. opførelsen af et nyt og større "Sparepenge", der ligesom det tidligere — og ligesom det senere Rosenborg — benyttedes ved gilder og desuden som opbevaringssted for en mængde kostbare våben og ridetøjer. En del af bygningerne brændte 1648. Resten blev stærkt medtaget under Svenskekrigene, og 1719 lod Frederik 4. Sparepenge nedbryde for at udvide slotshaven. Sparepenge lå på den østlige side af slotssøen, lige over for Frederiksborg Slot.
Navnet antages at stamme fra, at kongen var i stand til at spare en del penge, ved her at samles med en mindre, mere intim kreds til drikkelag i stedet for at fejre det gilde, der efter tidens skik fulgte efter taflet, i den store forsamling ovre på Slottet.
I forbindelse med genopbygningen af kaskadeanlægget i Slotshaven fandt man kælderresterne af Sparepenge i 1994. Disse blev udgravet og bygningens omfang blev fundet til at være 32x12 m, desuden fandt man ud af slottets præcise placering.